# Kristy Wright
Kristy Wright (egyes forrásokban Kirsty Wright) (Sydney, 1978. július 14. –) ausztrál film- és televíziós színésznő.

## Életpályája

### Munkássága
Hazájában leginkább a Home and Away című ausztrál szappanoperából ismert Chloe Richards szerepéből (1995 és 2005 között), nemzetközi ismertségre a Star Wars III. rész – A Sith-ek bosszúja (2005) filmben tett szert, ahol Padmé Amidala egyik szolgálóját, Moteé-t alakította.
További televíziós szerepei: Chuck Finn, Above the Law, Something in the Air, Sir Arthur Conan Doyle's – The Lost World, The Alice.

## Magánélete
Három mostohatestvére és két féltestvére van, ő a legidősebb közülük. 2006-ban Los Angeles-be költözött. 2013 augusztusában, 27 hetes terhesen hozta világra fiát.

## Filmjei
- Otthonunk (1994-2005)
- Mentőosztag (1995)
- Az elveszett világ (2001)
- A vadak ura (2002)
- Star Wars III. rész – A Sith-ek bosszúja (2005)